# Португалистика в СССР и России
Португали́стика — междисциплинарная область знаний, предметом которой является изучение различных аспектов португальского языка, а также истории и культуры португалоязычных стран.
Знакомство широкой публики с португальской культурой произошло в России в XVIII — начале XIX вв. благодаря переводам Ломоносова, Сумарокова, Пушкина, Жуковского и др. Однако прошло почти сто лет, прежде чем появилось, как считается, первое крупное исследование литературы Португалии — опубликованная в 1890 году в журнале «Русская мысль» статья М. В. Ватсон «Португалия и её литература».
Первым географическим описанием Португалии на русском языке считается перевод с немецкого книги А. Ф. Бюшинга «Новое землеописание или всеобщая география» (нем. Neue Erdbeschreibung oder Universal Geographie), выполненный Александром Хвостовым и опубликованный в 1772 году.
Первый непосредственный контакт с португальской культурой и европейским португальским языком в СССР произошёл в мае 1969 года во время гастролей Амалии Родригеш. В июне 2009 португальское телевидение показало репортаж, посвящённый 40-летию этих гастролей.

## В Ленинграде
Одним из основателей российской португалистики считается академик В. Ф. Шишмарёв. С 1933 года он был первым деканом филологического факультета ЛГУ и заведующим кафедрой романо-германской филологии. По приглашению В. Ф. Шишмарёва с 1935 года на кафедре работала О. К. Васильева-Шведе, познакомившаяся с португальским языком и литературой ещё в годы учёбы в Петербургском университете на занятиях семинара знатока и переводчика португальской литературы Г. Л. Лозинского, а её первая публикация вышла под названием «Библиография португальского театра» в 1924 году. О. К. Васильева-Шведе оказала содействие академику В. Ф. Шишмареву в работе над фундаментальными «Очерками по истории языков Испании», большой раздел которых был посвящён истории португальского и галисийского языков, написала статьи о португальском языке Бразилии в справочнике «Страны Латинской Америки» (1949) и во 2-м издании Большой советской энциклопедии (т. 34. 1955).
«1962 год оказался ключевым в истории отечественной португалистики». В 1962/63 учебном году испанское отделение кафедры романской филологии Ленинградского университета по инициативе О. К. Васильевой-Шведе было преобразовано в испано-португальское, на котором впервые в СССР стала осуществляться подготовка специалистов по португальскому языку и литературе. О. К. Васильева-Шведе руководила испано-португальским отделением вплоть до 1972 года, когда оно было разделено на два самостоятельных отделения: испанское и португальское — «первый организатор вузовского преподавания португальской филологии в нашей стране должна по праву считаться основоположником российской португалистики». У истоков этого отделения также стояли Е. Г. Голубева и А. М. Гах — первый преподаватель — носительи «первопроходец» португальского языка. Преподавание португальского языка в Ленинграде началось в 1962 году. Первоначально предпочтение отдавалось бразильскому варианту. Это объяснялось в том числе и политическими реалиями того времени — до 1974 года Португалия оставалась закрытой страной. Несмотря на это постепенно преподавание было переведено на европейский вариант португальского языка.

## В Москве
В середине 1960-х в Москве также возникло несколько центров преподавания португальского языка, среди которых МГУ, МГПИИЯ, МГИМО, Университет дружбы народов, Военный институт иностранных языков и Институт языкознания АН СССР. Первоначально в них также преподавался лишь бразильский вариант. У истоков московской школы португалистики стояли Е. М. Вольф, Н. Я. Воинова, М. А. Родионова и др.

## Исследования
Португалистика не ограничивается изучением лингвистических проблем. Е. М. Вольф положила начало научному изучению рукописного наследия иберо-романских стран, хранящегося в российских архивах и библиотеках. Большой вклад в изучение архивных источников также внесли Б. Н. Комиссаров и А. М. Хазанов.
Первоначальная ориентация на бразильский вариант португальского языка в советские годы наложила свой отпечаток и на такие смежные сферы, как, например, передача португальских имён и названий на русский язык. До сих пор среди португалистов нет единого мнения о том, как лучше передавать португальский средствами кириллицы. «Чудовищные искажения», по словам А. В. Родосского, наблюдаются при передаче португальских имён со времени первых контактов между Россией и Португалией. «Имя … в зависимости от года издания в СССР или России … могло иметь два отличающихся друг от друга написания». Попытка упорядочить эту сферу была предпринята на уровне Совета Министров СССР. ГУГК разработало «Инструкцию по русской передаче географических названий Португалии и Бразилии», которая была «обязательна для всех ведомств и учреждений СССР». На основе этой инструкции Р. С. Гиляревский создал раздел о португальском языке в справочнике «Иностранные имена и названия в русском тексте», который несмотря на то, что выдержал уже три издания, по мнению А. В. Родосского и других португалистов, «изобилует ошибками и неточностями». Тот же материал, представленный в сжатом виде, использовал в своём справочнике Д. И. Ермолович.
В 1990-х годах возникло несколько междисциплинарных центров, среди которых Центр португальско-бразильских исследований в СПбГУ, который возглавила Г. К. Неустроева, и Центр португальского языка и культуры им. Камоэнса в Герценовском университете под руководством В. А. Копыла; многие португалисты принимают участие в работе Международной академии португальской культуры. Студенты Центра Камоэнса в Петербурге исследовали значительное воздействие двух португальцев на историю России: Антониу Рибейру Саншеша (Antônio Ribeiro Sanches, 1699—1783) — известного врача, практиковавшего в Лондоне, Москве и Петербурге, находившегося на службе русской империи до 1747 года, и А. М. Девиера — первого начальника петербургской полиции при Петре I также руководившего строительством морских портов в Ревеле и Охотске.
Основные труды по истории португальского языка принадлежат Е. М. Вольф, по фонетике — Е. Г. Голубевой, по грамматике — Г. К. Неустроевой.